# Pravoberejne, Verhnodniprovsk
Pravoberejne (în ucraineană Правобережне) este un sat în comuna Borodaiivka din raionul Verhnodniprovsk, regiunea Dnipropetrovsk, Ucraina.

## Demografie
Componența lingvistică a localității Pravoberejne
     Ucraineană (92,73%)
     Rusă (6,91%)
     Alte limbi (0,18%)
Conform recensământului din 2001, majoritatea populației localității Pravoberejne era vorbitoare de ucraineană (92,73%), existând în minoritate și vorbitori de rusă (6,91%).